# IC 4778
IC 4778 је спирална галаксија у сазвјежђу Паун која се налази на листи објеката дубоког неба у Индекс каталогу.
Деклинација објекта је - 61° 43' 9" а ректасцензија 18h 50m 0,4s. Привидна величина (магнитуда) објекта IC 4778 износи 13,2 а фотографска магнитуда 14,1. IC 4778 је још познат и под ознакама ESO 141-6, IRAS 18454-6146, PGC 62472.